# Coupe d'Union soviétique de football 1965
Navigation
Édition 1964 Édition 1965-1966
La Coupe d'Union soviétique 1965 est la 24e édition de la Coupe d'Union soviétique de football. Elle se déroule entre le 4 avril et le 15 août 1965.
La finale se joue les 14 et 15 août 1965 au Stade Lénine de Moscou et voit la victoire du Spartak Moscou, qui remporte sa huitième coupe nationale aux dépens du Dinamo Minsk. Cette victoire lui permet par ailleurs de se qualifier pour la Coupe des coupes 1966-1967.

## Format
Un total de 102 équipes prennent part à la compétition, cela incluant l'intégralité des 17 participants à la première division 1965, à qui s'ajoutent 30 clubs du deuxième échelon (le Tekstilchtchik Ivanovo et le Volga Kalinine ne participant pas) ainsi que le 49 équipes ukrainiennes participant à la troisième division.
Le tournoi se divise en deux grandes phases. Dans un premier temps, une phase préliminaire est disputée entre les équipes de la troisième division, qui sont réparties en trois groupes géographiques sous la forme de mini-tournois afin de déterminer pour chaque une seule équipe qui se qualifie pour la phase finale, pour un total de trois qualifiés en tout.
La phase finale, qui concerne donc 50 équipes et voit l'entrée en lice des clubs des deux premières divisions, se divise quant à elle en sept tours, à l'issue desquels le vainqueur de la compétition est désigné.
Chaque confrontation prend la forme d'une rencontre unique jouée sur la pelouse d'une des deux équipes. En cas d'égalité à l'issue du temps réglementaire d'un match, une prolongation est jouée. Si celle-ci ne suffit pas à départager les deux équipes, le match est rejoué ultérieurement.

## Phase finale

### Seizièmes de finale
Les rencontres de ce tour sont jouées entre le 5 et le 25 mai 1965.
| Date        | Locaux                              | Score    | Visiteurs                      |
| ----------- | ----------------------------------- | -------- | ------------------------------ |
| 5 mai 1965  | Torpedo Koutaïssi (D1)              | 1 - 3    | (D1) CSKA Moscou               |
| 11 mai 1965 | Alga Frounzé (D2)                   | 0 - 1    | (D1) Krylia Sovetov Kouïbychev |
| 13 mai 1965 | Lokomotiv Kherson (D3)              | 0 - 1 ap | (D1) Dinamo Minsk              |
| 14 mai 1965 | Kaïrat Alma-Ata (D2)                | 2 - 0    | (D1) Tchernomorets Odessa      |
| 15 mai 1965 | Znamia Trouda Orekhovo-Zouïevo (D3) | 3 - 2    | (D1) Pakhtakor Tachkent        |
| 15 mai 1965 | Karpaty Lvov (D2)                   | 1 - 2    | (D1) Chakhtior Donetsk         |
| 16 mai 1965 | SKA Novossibirsk (D2)               | 2 - 1    | (D1) Dynamo Kiev               |
| 16 mai 1965 | Avangard Ternopol (D3)              | 3 - 2    | (D1) SKA Rostov                |
| 16 mai 1965 | Lokomotiv Vinnitsa (D2)             | 0 - 2    | (D1) Lokomotiv Moscou          |
| 16 mai 1965 | Tekmach Kostroma (D3)               | 1 - 0 ap | (D1) SKA Odessa                |
| 17 mai 1965 | Ouralmach Sverdlovs (D2)            | 0 - 1    | (D1) Spartak Moscou            |
| 19 mai 1965 | Desna Tchrnigov (D2)                | 1 - 0    | (D1) Neftianik Bakou           |
| 19 mai 1965 | Chakhtior Karaganda (D2)            | 1 - 0    | (D1) Torpedo Moscou            |
| 19 mai 1965 | Neftianik Fergana (D3)              | 0 - 2    | (D1) Dynamo Moscou             |
| 22 mai 1965 | Dinamo Soukhoumi (D3)               | 0 - 1    | (D1) Dinamo Tbilissi           |
| 25 mai 1965 | Dinamo Léningrad (D2)               | 2 - 1    | (D1) Zénith Léningrad          |

### Huitièmes de finale
Les rencontres de ce tour sont jouées entre le 27 mai et le 9 juin 1965.
| Date          | Locaux                         | Score    | Visiteurs                           |
| ------------- | ------------------------------ | -------- | ----------------------------------- |
| 27 mai 1965   | Dinamo Minsk (D1)              | 1 - 0    | (D2) Chakhtior Karaganda            |
| 29 mai 1965   | Chakhtior Donetsk (D1)         | 2 - 1 ap | (D2) SKA Novossibirsk               |
| 30 mai 1965   | Tekmach Kostroma (D3)          | 1 - 3    | (D3) Znamia Trouda Orekhovo-Zouïevo |
| 31 mai 1965   | Kaïrat Alma-Ata (D2)           | 4 - 3    | (D3) Desna Tchernigov               |
| 1er juin 1965 | Krylia Sovetov Kouïbychev (D1) | 2 - 1    | (D3) Avangard Ternopol              |
| 1er juin 1965 | Dynamo Moscou (D1)             | 1 - 2    | (D1) Dinamo Léningrad               |
| 2 juin 1965   | Spartak Moscou (D1)            | 3 - 2    | (D1) Lokomotiv Moscou               |
| 9 juin 1965   | CSKA Moscou (D1)               | 2 - 4    | (D1) Dinamo Tbilissi                |

### Quarts de finale
Les rencontres de ce tour sont jouées entre le 9 juin et le 4 juillet 1965.
| Date           | Locaux                         | Score    | Visiteurs                           |
| -------------- | ------------------------------ | -------- | ----------------------------------- |
| 9 juin 1965    | Chakhtior Donetsk (D1)         | 0 - 2    | (D1) Dinamo Minsk                   |
| 10 juin 1965   | Spartak Moscou (D1)            | 2 - 1    | (D2) Kaïrat Alma-Ata                |
| 17 juin 1965   | Dinamo Tbilissi (D1)           | 2 - 1 ap | (D3) Znamia Trouda Orekhovo-Zouïevo |
| 4 juillet 1965 | Krylia Sovetov Kouïbychev (D1) | 3 - 1    | (D1) Dinamo Léningrad               |

### Demi-finales
Les rencontres de ce tour sont jouées le 31 juillet et le 2 août 1965.
| Date            | Locaux              | Score | Visiteurs                      |
| --------------- | ------------------- | ----- | ------------------------------ |
| 31 juillet 1965 | Dinamo Minsk (D1)   | 2 - 1 | (D1) Dinamo Tbilissi           |
| 2 août 1965     | Spartak Moscou (D1) | 4 - 2 | (D1) Krylia Sovetov Kouïbychev |

### Finale
La finale disputée le 14 août 1965 s'achève sur un match nul et vierge entre les deux équipes à l'issue de la prolongation, la rencontre est de ce fait rejouée le lendemain.

#### Première finale
| Titulaires :    |                          |     |
|                 |                          |     |
|                 | Vladimir Maslatchenko    |     |
|                 | Valeri Dikarev (en)      |     |
|                 | Ivan Varlamov (en)       |     |
|                 | Anatoly Krutikov         | 54e |
|                 | Alexeï Korneïev          |     |
|                 | Guennadi Logofet         |     |
|                 | Vladimir Ianchevski (ru) |     |
|                 | Youri Faline             |     |
|                 | Valery Reinhold (en)     |     |
|                 | Iouri Sevidov (en)       |     |
|                 | Galimzian Khoussaïnov    |     |
|                 |                          |     |
| Remplaçants :   |                          |     |
|                 | Sergueï Rojkov (en)      | 54e |
|                 |                          |     |
| Entraîneur :    |                          |     |
| Nikita Simonian |                          |     |

| Titulaires :      |                           |      |
|                   |                           |      |
|                   | Albert Denissenko (ru)    |      |
|                   | Igor Riomine (en)         |      |
|                   | Edouard Zarembo (ru)      |      |
|                   | Juan Usatorre (ru)        |      |
|                   | Ivan Savostikov (ru)      |      |
|                   | Beniamin Arzamastsev (ru) |      |
|                   | Ivan Mozer                |      |
|                   | Leonard Adamov (en)       |      |
|                   | Mikhaïl Moustyguine       |      |
|                   | Eduard Malofeev           |      |
|                   | Iouri Pogalnikov (ru)     | 118e |
|                   |                           |      |
| Remplaçants :     |                           |      |
|                   | Valeri Iaromko (ru)       | 118e |
|                   |                           |      |
| Entraîneur :      |                           |      |
| Aleksandr Sevidov |                           |      |

| Titulaires :    |                          |     |
|                 |                          |     |
|                 | Vladimir Maslatchenko    |     |
|                 | Valeri Dikarev (en)      |     |
|                 | Ivan Varlamov (en)       |     |
|                 | Anatoly Krutikov         | 54e |
|                 | Alexeï Korneïev          |     |
|                 | Guennadi Logofet         |     |
|                 | Vladimir Ianchevski (ru) |     |
|                 | Youri Faline             |     |
|                 | Valery Reinhold (en)     |     |
|                 | Iouri Sevidov (en)       |     |
|                 | Galimzian Khoussaïnov    |     |
|                 |                          |     |
| Remplaçants :   |                          |     |
|                 | Sergueï Rojkov (en)      | 54e |
|                 |                          |     |
| Entraîneur :    |                          |     |
| Nikita Simonian |                          |     |

| Titulaires :      |                           |      |
|                   |                           |      |
|                   | Albert Denissenko (ru)    |      |
|                   | Igor Riomine (en)         |      |
|                   | Edouard Zarembo (ru)      |      |
|                   | Juan Usatorre (ru)        |      |
|                   | Ivan Savostikov (ru)      |      |
|                   | Beniamin Arzamastsev (ru) |      |
|                   | Ivan Mozer                |      |
|                   | Leonard Adamov (en)       |      |
|                   | Mikhaïl Moustyguine       |      |
|                   | Eduard Malofeev           |      |
|                   | Iouri Pogalnikov (ru)     | 118e |
|                   |                           |      |
| Remplaçants :     |                           |      |
|                   | Valeri Iaromko (ru)       | 118e |
|                   |                           |      |
| Entraîneur :      |                           |      |
| Aleksandr Sevidov |                           |      |

#### Finale rejouée
| Titulaires :    |                                 |     |
|                 |                                 |     |
|                 | Vladimir Maslatchenko           |     |
|                 | Vladimir Petrov (en)            |     |
|                 | Valeri Dikarev (en)             |     |
|                 | Sergueï Rojkov (en)             |     |
|                 | Alexeï Korneïev                 | 35e |
|                 | Guennadi Logofet                |     |
|                 | Vladimir Ianchevski (ru)        |     |
|                 | Youri Faline                    |     |
|                 | Valery Reinhold (en)            |     |
|                 | Iouri Sevidov (en)              |     |
|                 | Galimzian Khoussaïnov           |     |
|                 |                                 |     |
| Remplaçants :   |                                 |     |
|                 | Kazimieras-Vaidotas Žitkus (ru) | 35e |
|                 |                                 |     |
| Entraîneur :    |                                 |     |
| Nikita Simonian |                                 |     |

| Titulaires :      |                           |     |
|                   |                           |     |
|                   | Albert Denissenko (ru)    |     |
|                   | Igor Riomine (en)         |     |
|                   | Edouard Zarembo (ru)      |     |
|                   | Juan Usatorre (ru)        |     |
|                   | Ivan Savostikov (ru)      |     |
|                   | Beniamin Arzamastsev (ru) |     |
|                   | Ievgueni Toleïko (ru)     |     |
|                   | Leonard Adamov (en)       | 46e |
|                   | Mikhaïl Moustyguine       |     |
|                   | Eduard Malofeev           |     |
|                   | Iouri Pogalnikov (ru)     |     |
|                   |                           |     |
| Remplaçants :     |                           |     |
|                   | Valeri Iaromko (ru)       | 46e |
|                   |                           |     |
| Entraîneur :      |                           |     |
| Aleksandr Sevidov |                           |     |

| Titulaires :    |                                 |     |
|                 |                                 |     |
|                 | Vladimir Maslatchenko           |     |
|                 | Vladimir Petrov (en)            |     |
|                 | Valeri Dikarev (en)             |     |
|                 | Sergueï Rojkov (en)             |     |
|                 | Alexeï Korneïev                 | 35e |
|                 | Guennadi Logofet                |     |
|                 | Vladimir Ianchevski (ru)        |     |
|                 | Youri Faline                    |     |
|                 | Valery Reinhold (en)            |     |
|                 | Iouri Sevidov (en)              |     |
|                 | Galimzian Khoussaïnov           |     |
|                 |                                 |     |
| Remplaçants :   |                                 |     |
|                 | Kazimieras-Vaidotas Žitkus (ru) | 35e |
|                 |                                 |     |
| Entraîneur :    |                                 |     |
| Nikita Simonian |                                 |     |

| Titulaires :      |                           |     |
|                   |                           |     |
|                   | Albert Denissenko (ru)    |     |
|                   | Igor Riomine (en)         |     |
|                   | Edouard Zarembo (ru)      |     |
|                   | Juan Usatorre (ru)        |     |
|                   | Ivan Savostikov (ru)      |     |
|                   | Beniamin Arzamastsev (ru) |     |
|                   | Ievgueni Toleïko (ru)     |     |
|                   | Leonard Adamov (en)       | 46e |
|                   | Mikhaïl Moustyguine       |     |
|                   | Eduard Malofeev           |     |
|                   | Iouri Pogalnikov (ru)     |     |
|                   |                           |     |
| Remplaçants :     |                           |     |
|                   | Valeri Iaromko (ru)       | 46e |
|                   |                           |     |
| Entraîneur :      |                           |     |
| Aleksandr Sevidov |                           |     |